# Chirita praeterita
Chirita praeterita är en tvåhjärtbladig växtart som beskrevs av Olive Mary Hilliard. Chirita praeterita ingår i släktet Chirita och familjen Gesneriaceae. Inga underarter finns listade i Catalogue of Life.